# NGC 976
NGC 976 је спирална галаксија у сазвежђу Ован која се налази на NGC листи објеката дубоког неба.
Деклинација објекта је + 20° 58' 38" а ректасцензија 2h 33m 59,9s. Привидна величина (магнитуда) објекта NGC 976 износи 12,5 а фотографска магнитуда 13,3. Налази се на удаљености од 56,8000 милиона парсека од Сунца. NGC 976 је још познат и под ознакама UGC 2042, MCG 3-7-27, CGCG 462-27, IRAS 02311+2045, PGC 9776.